# Kaisei Ishii
Kaisei Ishii (石井 快征 Ishii Kaisei?), född 2 april 2000 i Fukuoka prefektur, är en japansk fotbollsspelare.
Ishii började sin karriär 2018 i Sagan Tosu.